# Lecane jessupi
Lecane jessupi är en hjuldjursart som beskrevs av Harry K. Harring 1921. Lecane jessupi ingår i släktet Lecane och familjen Lecanidae. Arten är reproducerande i Sverige. Inga underarter finns listade i Catalogue of Life.